# Дэш и Лили
Дэш и Лили (англ. Dash & Lily) — американский комедийный телевизионный сериал, вышедший на платформе Netflix в 2020 году.

## Производство
Проект основан на серии подростковых романов писателей Рэйчел Кон и Дэвида Левитана. Для сценария первого сезона была адаптирована книга Dash & Lily’s Book of Dares. Шоураннером сериала стал Джо Трач, продюсерами выступили Шон Леви и Ник Джонас.
Сериал вышел на Netflix 10 ноября 2020 года. Шоу не было продлено на второй сезон.

## Сюжет
В центре сюжета — подростки из Нью-Йорка Дэш и Лили, которые начинают общение по переписке незадолго до Рождества. Они поочерёдно делают записи в одном блокноте, который оставляют в разных частях города.

## Актёры
- Остин Абрамс — Дэш
- Мидори Фрэнсис — Лили
- Данте Браун — Бумер
- Трой Ивата — Лэнгстон

## Отзывы
Сериал получил положительные отзывы от критиков. Сайт Rotten Tomatoes даёт ему рейтинг в 100 % на основе 35 профессиональных рецензий. Шоу также удостоилось Дневной премии «Эмми» в трёх категориях.